# Diračka
Diračka – potok górski w Sudetach Zachodnch, w Karkonoszach, w Czechach, w kraju hradeckim.
Górski potok o długości około 2,6 km, należący do zlewiska Morza Północnego, prawy dopływ Białej Łaby (czes. Bílé Labe). Źródła potoku położone są na wysokości około 1155 m n.p.m., na południowo-wschodnich zboczach Śląskich Kamieni, pomiędzy schroniskiem Petrova bouda a Przełęczą Dołek. Potok płynie dość stromo na południe z niewielkim odchyleniem ku zachodowi, do Doliny Białej Łaby, jednej z najładniejszych dolin w Karkonoszach. W dolnym biegu łączy się z Červeným potokiem i razem uchodzą do Białej Łaby w jej dolnym biegu, ok. 0,5 km przed jej połączeniem z Łabą.